# Didier Flament
Didier Flament, född den 4 januari 1951 i Tourcoing, Frankrike, är en fransk fäktare som tog OS-guld i herrarnas lagtävling i florett i samband med de olympiska fäktningstävlingarna 1980 i Moskva.